# بادي جونز (كاتب أغاني)
بادي جونز (بالإنجليزية: Buddy Jones)‏ هو كاتب أغاني أمريكي، ولد في 25 ديسمبر 1902، وتوفي في 20 أكتوبر 1956.

## وصلات خارجية
- بادي جونز على موقع ميوزك برينز (الإنجليزية)
- بادي جونز على موقع أول ميوزيك (الإنجليزية)